# João Soares do Amaral
João Soares do Amaral (Sorocaba, 8 de março de 1844 - Sorocaba, 21 de fevereiro de 1900), conhecido como Monsenhor João Soares, foi um sacerdote católico brasileiro.
Filho de Francisco Soares de Queiroz e D. Francisca Amália do Amaral ordenou-se sacerdote no Rio de Janeiro, pelo Bispo D. Pedro Maria de Lacerda, em 1869. Entrou para o Seminário Episcopal de São Paulo em 1863. Foi Coadjutor da paróquia de Porto Feliz; Pároco de Sarapuí; pároco de Itapetininga; Reitor do Seminário Episcopal de São Paulo, entre 1889 e 1895; pároco de Santa Cruz do Rio Pardo, 1895 a 1896; Diretor fundador do Colégio Diocesano de Sorocaba, em 1896. Foi também vigário da Igreja Matriz de Sorocaba.
Dom Joaquim Arcoverde de Albuquerque Cavalcanti, Bispo de São Paulo, em 1896 e futuro Cardeal Arcoverde, inaugurou o Colégio Diocesano de Sorocaba, o Monsenhor João Soares foi escolhido para ser o diretor. O Colégio Diocesano de Sorocaba funcionou no pátio dos Lopes, hoje praça Ferreira Braga, onde é o colégio Santa Escolática.
Surtos de febre amarela surgiram em Sorocaba no final do século XIX e início do século XX, comprometendo a saúde e a vida de muitos sorocabanos. Ele foi atuante no auxílio do povo sorocabano. Faleceu da doença em 21 de fevereiro de 1900. Na época, devido a epidemia, a religiosidade era fervorosa, principalmente em relação a Nossa Senhora Aparecida, na qual Monsenhor consolidou a prática e tradição da romaria com o traslado da imagem da Santa da igreja central para o bairro de Aparecidinha, que ocorrem no segundo domingo do mês de julho e em primeiro de janeiro.
Ele influenciou no catolicismo, com seus sermões, o missionário negro João de Camargo, também considerado santo popular, milagreiro e preto-velho. Monsenhor João Soares do Amaral, fez também a reforma da Catedral de Sorocaba no final do século XIX.
Na Praça Coronel Fernando Prestes, no Centro de Sorocaba junto a Catedral Metropolitana de Sorocaba, há um monumento com seu busto, que foi implantado em 1944. Na região cental da cidade há nome de rua e na zona oeste nome de escola em sua homenagem.